# Le Marin
Pour les articles homonymes, voir Marin.
Ne doit pas être confondu avec Le Marin (journal).
Le Marin est une commune française située dans la collectivité territoriale unique de Martinique. Principal centre administratif du Sud de l'île, elle en est une des trois sous-préfectures depuis 1974 ainsi que le chef-lieu de l'arrondissement du Marin. Comme pour de nombreuses communes de Martinique, l'article « Le » est fréquemment omis sur les panneaux routiers.
Son port de plaisance est le plus grand de l'île et l'une des plus grandes bases nautique des Petites Antilles, protégé par le Cul-de-sac du Marin. Le port de plaisance possède actuellement 850 places à quai et 100 bouées de mouillage.

## Géographie

### Localisation
La commune se situe en Martinique, au fond du Cul-de-sac du Marin. Les habitants de la commune sont appelés les Marinois et Marinoises.
La commune se situe à l'extrémité de la RN 5, axe principal de l'île permettant de la connecter à Fort-de-France et l'aéroport Aimé-Césaire.

## Urbanisme

### Typologie
Le Marin est une commune urbaine, car elle fait partie des communes denses ou de densité intermédiaire, au sens de la grille communale de densité de l'Insee,,,. 
Elle appartient à l'unité urbaine du Robert, une agglomération intra-départementale regroupant 11 communes et 129 747 habitants en 2022, dont elle est une commune de la banlieue,.
Par ailleurs la commune fait partie de l'aire d'attraction de Fort-de-France, dont elle est une commune de la couronne. Cette aire, qui regroupe 28 communes, est catégorisée dans les aires de 200 000 à moins de 700 000 habitants,.
La commune, bordée par l'Océan Atlantique à l'est et à l'ouest, est également une commune littorale au sens de la loi du 3 janvier 1986, dite loi littoral. Des dispositions spécifiques d’urbanisme s’y appliquent dès lors afin de préserver les espaces naturels, les sites, les paysages et l’équilibre écologique du littoral, par exemple le principe d'inconstructibilité, en dehors des espaces urbanisés, sur la bande littorale des 100 mètres, ou plus si le plan local d’urbanisme le prévoit,.

### Lieux-dits, hameaux et quartiers
Hameaux
- Bernard
- Boucan
- Le Cap
- Cédalise
- Diakä
- Fond Gens Libres
- La Duprey
- Jean-Baptiste
- Macré
- Mondésir
- Montgérald
- Morne Flambeau
- Morne Rouge
- Les Quatre Chemins
- La Suffrin
- La Vierge

Quartiers
- Morne Gommier
- Mare Capron
- Pérou
- Morne Sulpice
- Robin
- La Tocnay
- Fond Desbasses
- Morne Courbaril
- Grands Fonds
- La Duprey
- Massel
- Cap Marin
- Fond Gens-libres
- Ilet Duquesnay
- Montgérald
- La Agnès
- Diaka
- Puyferrat
- La Cédalise
- Mondésir
- Berry
- Morne Flambeau
- Belle Etoile
- Cap Macré
- Beauchêne
- La Vierge
- La Source

## Histoire
La commune du Marin est l’un des plus anciens sites habités de la Martinique. En 1664, lors du premier dénombrement de l’île ordonné par Colbert, elle figurait sous le nom de « Cul-de-sac de Saint-Étienne du Marin » avec 199 habitants. En 1673, les Anglais brûlèrent la chapelle et le bourg, ravageant les plantations et les troupeaux.
Vers 1700, le bourg est reconstruit. Vers 1717, 60 hommes de la milice du Marin, sous la conduite de leur capitaine Henry Saint-Amour, participent au fameux Gaoulé (révolte) du Diamant, qui a pour conséquence l’arrestation et le renvoi en France du gouverneur et de l’intendant. Le petit port du Marin fut doté en 1731 d’une lieutenance royale et devint le chef-lieu d’un des quatre départements de l’île. Le 14 janvier 1759, une attaque anglaise fut repoussée. Le comte d’Ennery, posa la première pierre de l’église du bourg du Marin. Selon nos historiens locaux, l’autel de l’église était destiné à la cathédrale de Lima (Pérou), mais le navire qui le portait fit naufrage sur les côtes du cap, à l’est du Marin.
Au XIXe siècle, le Marin fut le théâtre de combats navals entre Français et Anglais. Girardin de Montgérald, commandant du quartier de Sainte-Anne, et Mondésir Bonnier, commandant le Marin, mirent les Anglais en déroute. Depuis deux quartiers du Marin portent leurs noms. La situation de l’agriculture au quartier du Marin se dégrade, en partie à cause de l’exode massif des royalistes pendant la Révolution.
En 1839, le Marin fut érigé en commune, un conseil municipal fut élu par des électeurs censitaires. Le premier maire fut Jean-Baptiste Pelet de Lautrec qui fut remplacé neuf ans plus tard en 1848 par Valcourt Duquesnay. Le maire de l’époque a su éviter avec doigté les troubles consécutifs à l’abolition de l’esclavage (1848). Vers 1868, se développe au Marin une véritable industrie du travail du bois. En 1869, construction de l’usine du Marin, qui remplaça les 120 usines sucreries du Sud-Est de l’île. C’est près de l’usine du Marin, qu’en 1871 se déroula l’incident qui fut à l’origine de «l’insurrection du Sud». Un conflit de classe et de couleur qui dégénéra. Plusieurs habitations brûlèrent du côté de Rivière Pilote et, comme il était d’usage à cette époque, le mouvement fut écrasé dans le sang par le gouvernement de la IIIe République.
En 1974, les difficultés du monde agricole provoquent la disparition de l’activité cannière et la fermeture de l'usine.
De nos jours, l’économie du Marin est largement tournée vers le tourisme et plus particulièrement vers la plaisance grâce à sa marina de plus de 700 places.

## Politique et administration

### Rattachements administratifs et électoraux
Chef-lieu d'arrondissement et ancien chef-lieu de canton, Le Marin vote pour les représentants de l'Assemblée de Martinique depuis 2015. Avant cette date, elle élisait son représentant au conseil général dans le canton du Marin, entité dont elle était l'unique commune.
Pour l’élection des députés, la commune fait partie de la quatrième circonscription de la Martinique.

### Intercommunalité
La commune appartient à la communauté d'agglomération de l'Espace Sud de la Martinique.

## Population et société

### Démographie
L'évolution du nombre d'habitants est connue à travers les recensements de la population effectués dans la commune depuis 1961, premier recensement postérieur à la départementalisation de 1946. À partir de 2006, les populations de référence des communes sont publiées annuellement par l'Insee. Le recensement repose désormais sur une collecte d'information annuelle, concernant successivement tous les territoires communaux au cours d'une période de cinq ans. Pour les communes de moins de 10 000 habitants, une enquête de recensement portant sur toute la population est réalisée tous les cinq ans, les populations de référence des années intermédiaires étant quant à elles estimées par interpolation ou extrapolation. Pour la commune, le premier recensement exhaustif entrant dans le cadre du nouveau dispositif a été réalisé en 2006.

En 2022, la commune comptait 8 526 habitants, en évolution de −3,23 % par rapport à 2016 (Martinique : −4,11 %, France hors Mayotte : +2,11 %).
| 1961  | 1967  | 1974  | 1982  | 1990  | 1999  | 2006  | 2011  | 2016  |
| ----- | ----- | ----- | ----- | ----- | ----- | ----- | ----- | ----- |
| 5 697 | 6 149 | 6 104 | 6 066 | 6 338 | 7 267 | 8 588 | 8 552 | 8 811 |

| 2021  | 2022  | - | - | - | - | - | - | - |
| ----- | ----- | - | - | - | - | - | - | - |
| 8 586 | 8 526 | - | - | - | - | - | - | - |

### Services publics
- Sous-préfecture du Marin[21]
- Caserne de Gendarmerie
- Point d'accès au droit (PAD)
- Centre des Finances publiques

### Enseignement
La commune compte 8 établissements scolaires publics : 
- Une école maternelle : Plateau du Fort
- Deux écoles primaires : Marin A et Marin B
- Deux écoles maternelles et primaires : Cap Marin et Perou
- Le collège Gérard Café
- Le lycée général Montgérald
- Le lycée professionnel Raymond Néris

### Équipements culturels et sportifs
Équipements sportifs
- Stade Roger-Bonaro ;
- Skate Park : un des seuls viables de l'île et aménagé au sein de la ville.

Clubs sportifs
- Olympique du Marin, football, Champion de la Martinique de football en 1985 et vainqueur de la Coupe de la Martinique de football en 1988 et 1989
- U.S Marinoise, football, Champion de la Martinique de football en 1990 et 1995

Les footballeurs connus de ces deux clubs de football sont : Gilbert Marguerite, ancien footballeur professionnel de Nîmes Olympique et de l'OGC Nice, Marcellin Dobat, ancien gardien de but du RC Lens, David-Alexandre Dicanot, ancien joueur de l'Olympique de Marseille B, Edouard Lamon, ancien joueur de l'AS Saint-Etienne et Nicolas Zaïre. Ces joueurs, ont pour la plupart joué en Équipe de la Martinique de football.
- L'Hirondelle Basket Club du Marin, basket-ball
- ARCVTPN 972, cyclisme

Yole ronde
- Sara - Autodistribution ex Brasserie Lorraine - Sara - nom de l'embarcation : "Yole net 2000" (vainqueur du Tour de la Martinique des yoles rondes en 2012, 2019, 2022 et 2024).

## Économie
La commune bénéficie de la présence sur son territoire d'une antenne de la chambre de commerce et d'industrie de la Martinique.
Port de plaisance
Situé au sud de l'île de la Martinique, Le Marin possède le plus grand port de plaisance de la Caraïbe-Sud avec près de 400 unités. Le port dispose de 850 postes d’amarrage à quai et 100 mouillages sur corps-morts et permet, grâce à la location d'environ 220 bateaux par 30 loueurs, de dynamiser l'économie touristique du Marin. En 2012, 52 000 plaisanciers ont été enregistrés et ont dépensé au total 36 millions d'euros.
Le bassin portuaire du port de plaisance du Marin est profondément installé à 2 milles à l’intérieur des terres, au fond du Cul-de-sac du Marin, et permet ainsi de protéger les bateaux de la période cyclonique. Un bureau des douanes françaises y est installé.

## Culture locale et patrimoine

### Lieux et monuments

#### Monuments historiques
- Église Saint-Étienne du Marin, classement en totalité au titre des Monuments historiques par arrêté du 27 avril 2012[24], située sur les parcelles no 462, 463, 464, 465 et 466 de la section H[25]. Elle fait l'objet depuis plusieurs années d'une campagne de restauration[26].
- Habitation Montgérald, classement en totalité au titre des Monuments historiques par arrêté du 17 juillet 2012, en totalité avec ses annexes, son jardin et son allée menant à la mer[25].

#### Autres monuments
- Port de plaisance.
- Morne Aca (réserve botanique et point de vue).
- Le Morne Gommier et son point de vue à 360°.
- La Chapelle de la Vierge des Marins, dans le domaine du Grand Macabou.
- Monument aux morts

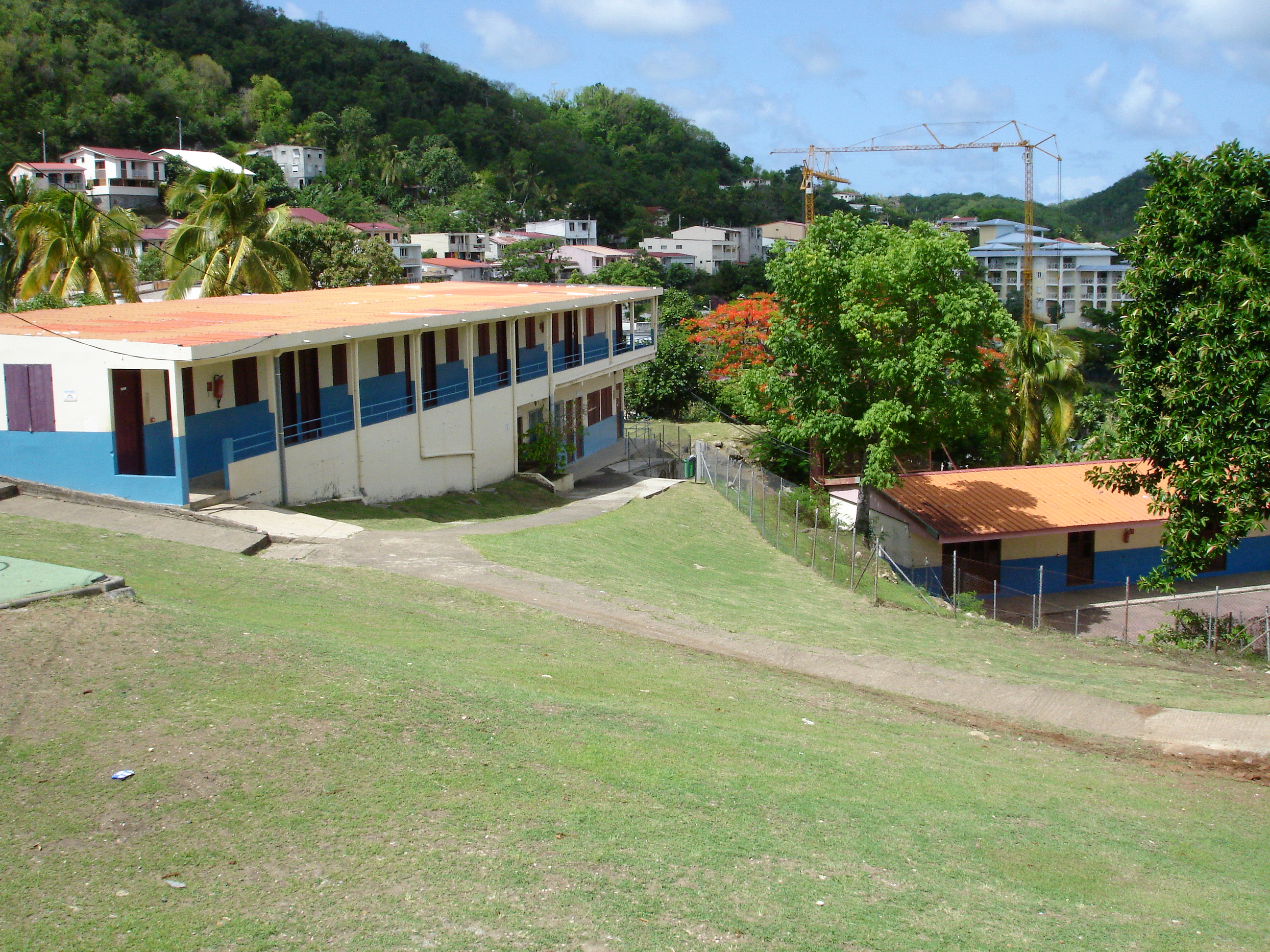
École.
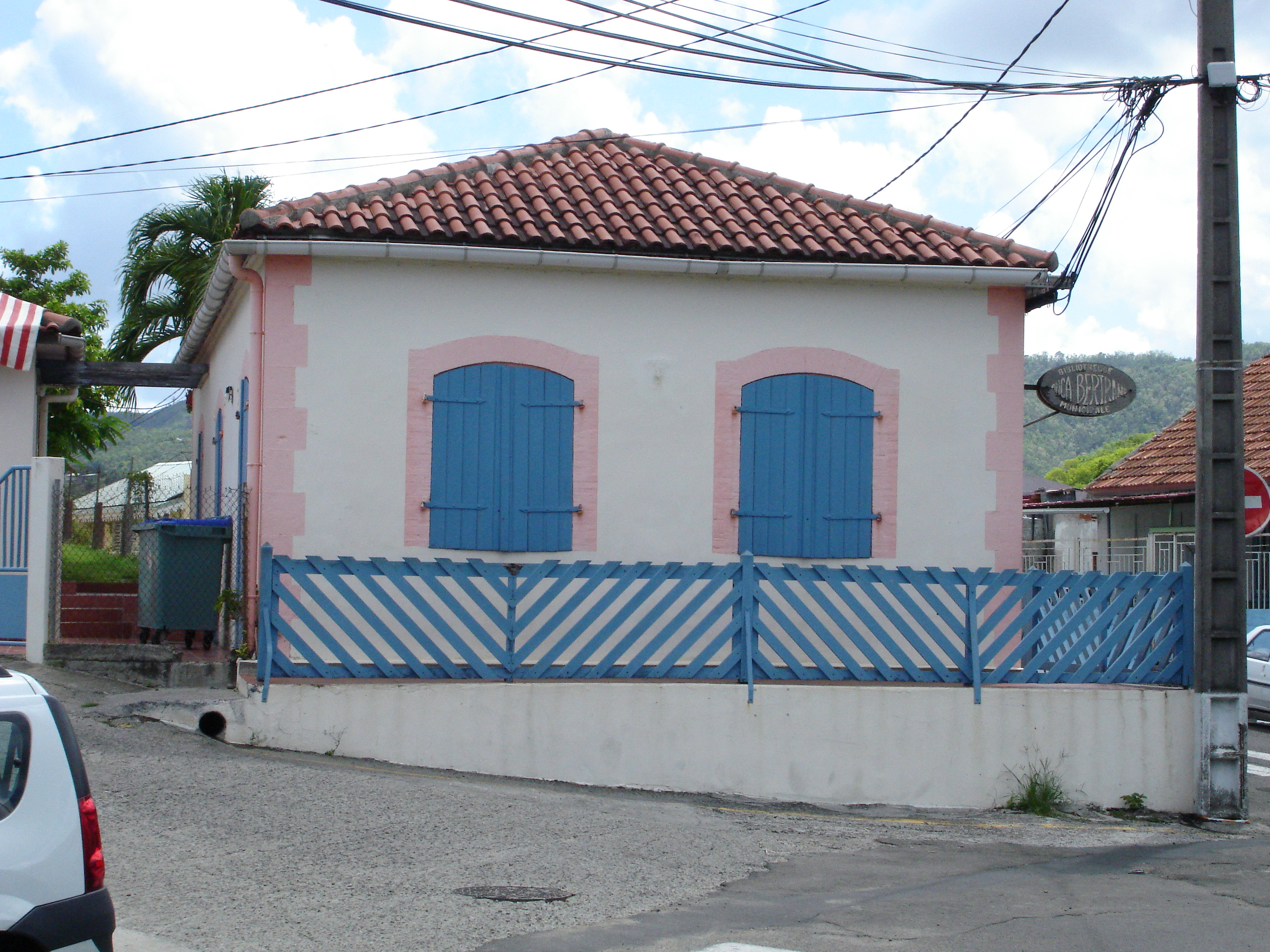
Bibliothèque.
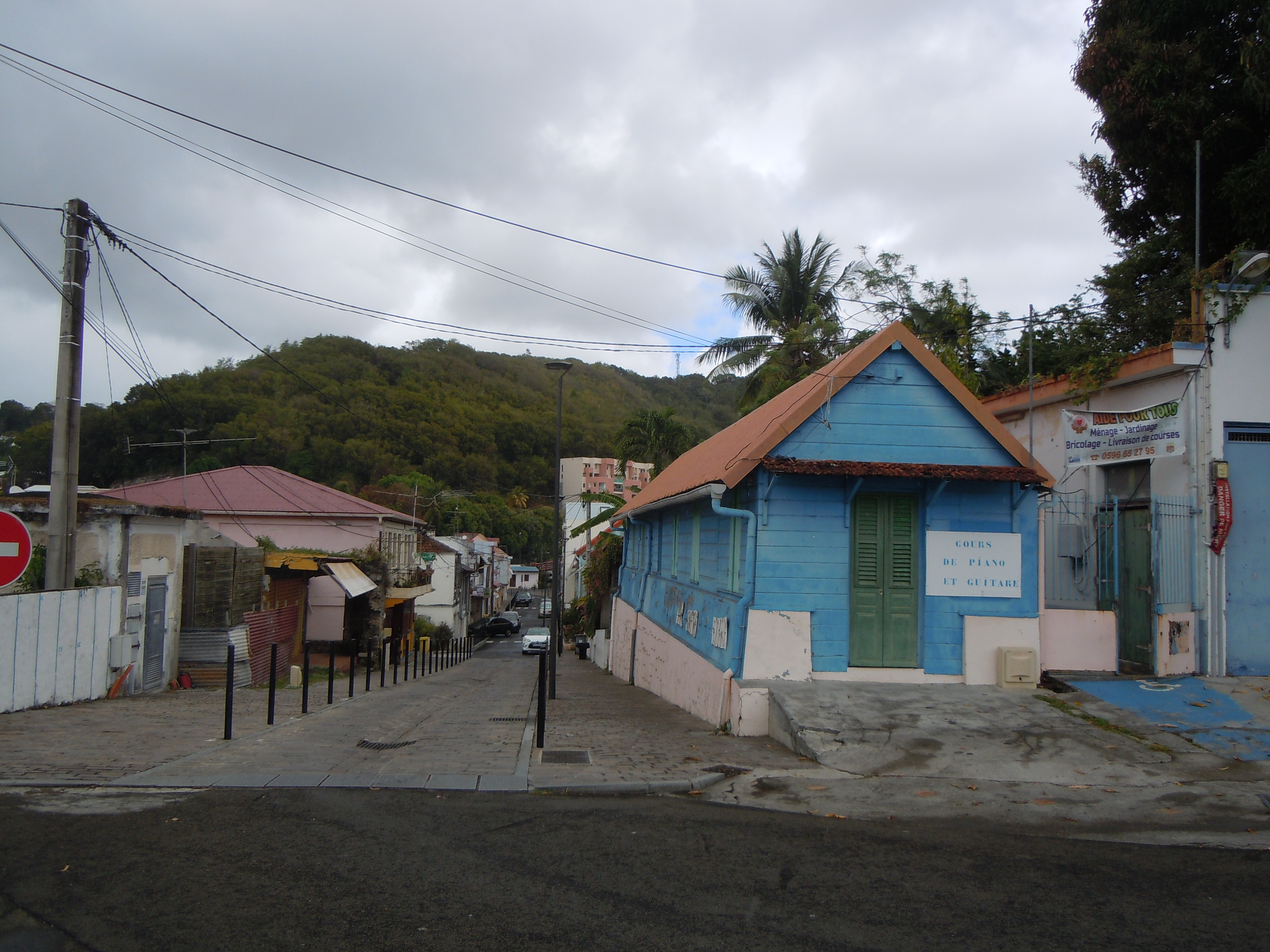
Rue Victor Schoelcher depuis la place Joffre.
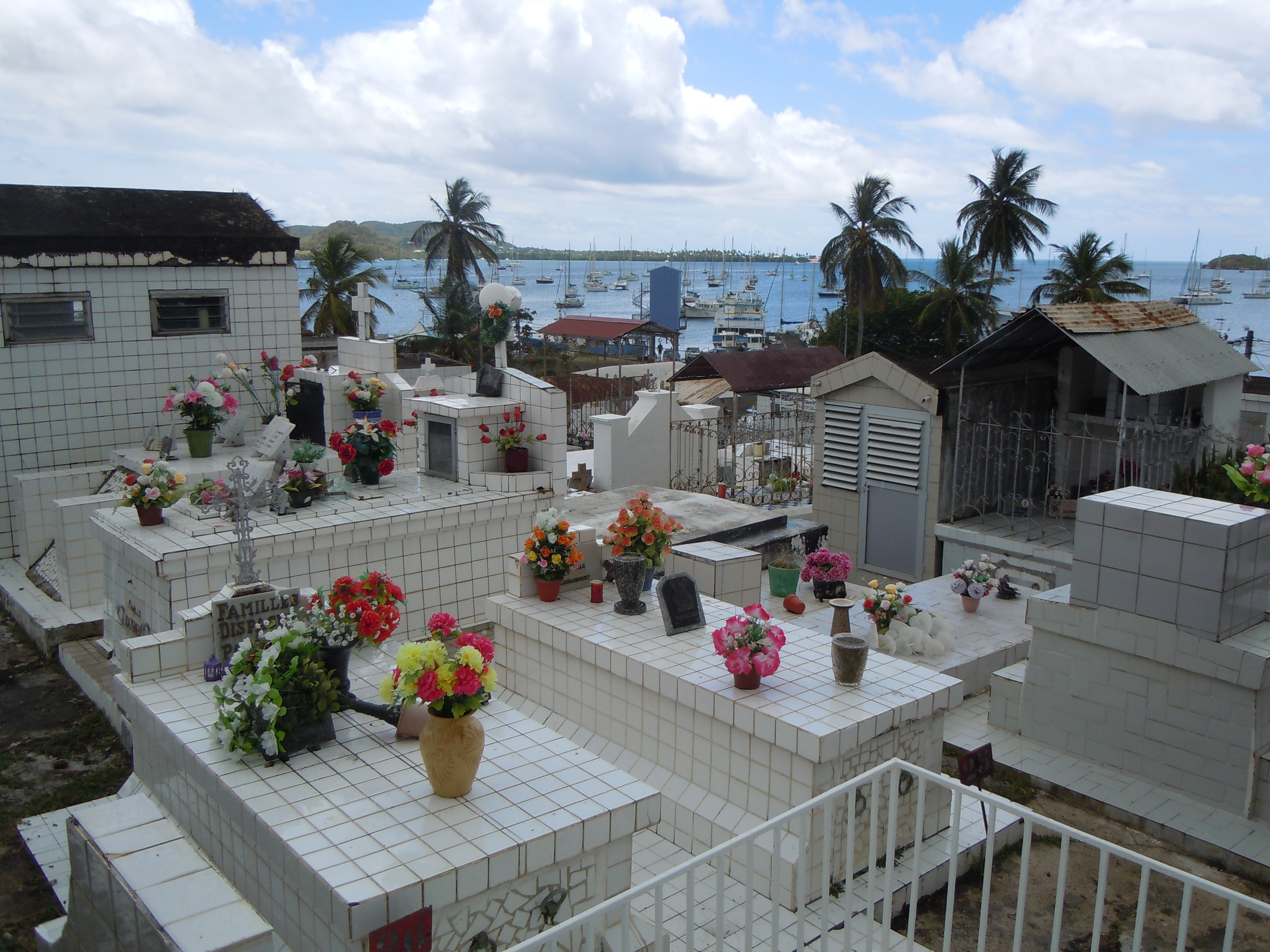
Cimetière du Marin.
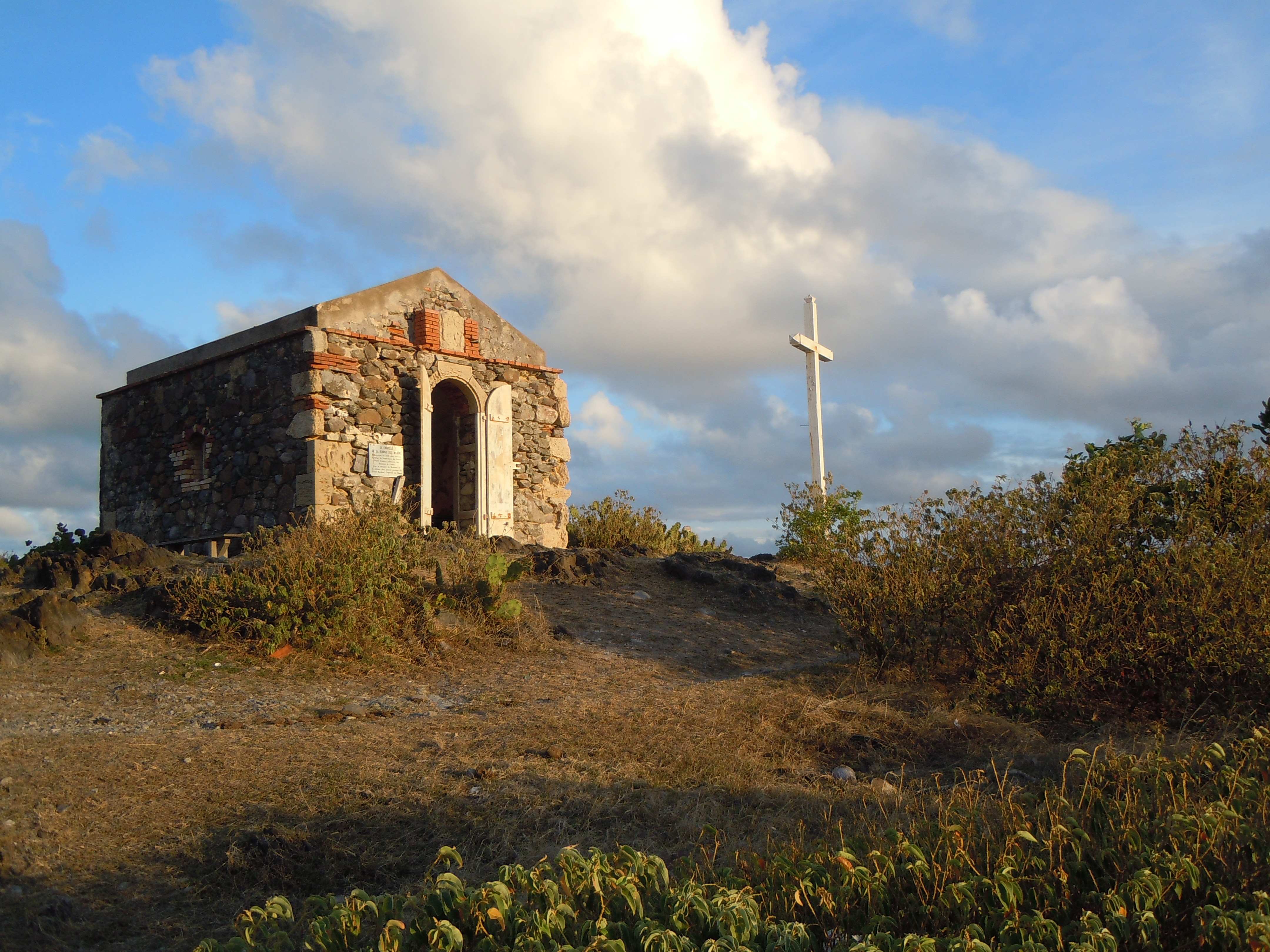
Chapelle de la Vierge des Marins
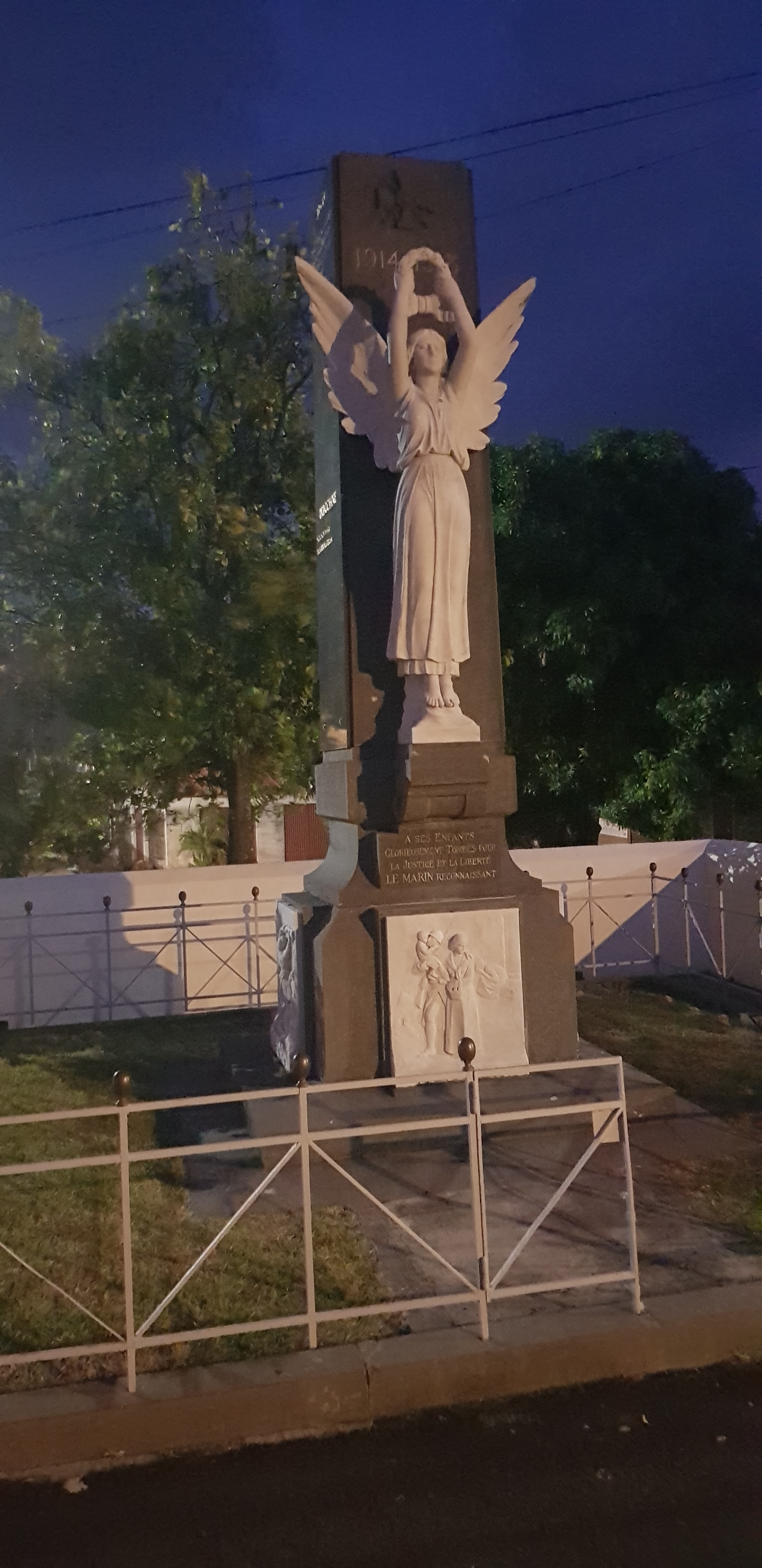
Monument aux morts

#### Plages
- Pointe Borgnese ;
- Anse Baleine (Cap Macré) ;
- Anse Four à Chaux (Cap Macré) ;
- Anse Grosse Roche ;
- Grand Macabou.

### Personnalités liées à la commune
- Osman Duquesnay (1846-1923), médecin, maire du Marin de 1908 à 1923 et député de la Martinique de 1898 à 1902 et de 1906 à 1910 et président du conseil général de la Martinique de 1890 à 1893.
- Rodolphe Désiré, né en 1937 au Lorrain, médecin, maire du Marin de 1983 à 2020, conseiller général du canton du Marin de 1982 à 2008 et sénateur de la Martinique de 1986 à 2004. Il fut aussi secrétaire général du Parti progressiste martiniquais de 1967 à 1970. Il était en 1962, l'un des signataires du Manifeste de l'OJAM.
- Vincent Placoly, écrivain et enseignant. En 1991, il obtient le prix Frantz Fanon pour son roman "Une journée torride". Il est l'auteur aussi des romans suivants : "La vie et la mort de Marcel Gonstran", "L'eau-de-mort guildive" et "Frères volcans : chronique de l'abolition de l'esclavage". Sur le plan politique, il a été en 1972 cofondateur du Groupe révolution socialiste.
- Victor Duquesnay, poète et écrivain martiniquais. ses œuvres les plus connues sont "Les Martiniquaises" et "Les Chansons des Isles".
- J.Q. Louison, écrivaine et poétesse
- Victor Coridun, musicien, compositeur, chef d'orchestre et musicologue martiniquais.
- Simon Jean-Joseph, né à Fort de France et ancien pilote automobile. Il est double champion d'Europe des rallyes, en 2004 et en 2007. Simon Jean-Joseph est actuellement président-directeur du port et de la Marina du Marin.
- Gilbert Marguerite, né en 1954 au Marin, ancien footballeur professionnel de Nîmes Olympique et de l'OGC Nice durant les années 1970/1980.

### Héraldique
| Blason de Le Marin | Blason  | De gueules à un deux-mâts d'or, habillé d'argent sur une mer d'azur ; au chef de sable chargé d'une foi alésée et arrachée d'argent, habillée d'or. Devise / CriIn liberalitate virtus |
| Blason de Le Marin | Détails | Le statut officiel du blason reste à déterminer. |